# Stanisława Starostka
Stanisława Starostka (* 1. Mai 1917 in Tarnów; † Frühjahr 1946) war eine polnische Buchhalterin und Widerstandskämpferin, die als sogenannter Funktionshäftling in den Konzentrationslagern Auschwitz-Birkenau und Bergen-Belsen zur Kriegsverbrecherin wurde.

## Leben
Stanisława Starostka arbeitete vor dem Zweiten Weltkrieg als Buchhalterin sowie als Stenotypistin und engagierte sich nach Kriegsausbruch in der polnischen Widerstandsbewegung. Aus diesem Grund wurde sie am 13. Januar 1940 durch die Gestapo in Haft genommen und durch ein deutsches Gericht in Krakau zum Tode verurteilt. Nach 21 Tagen wurde das Todesurteil in eine lebenslange Haftstrafe umgewandelt. Am 28. April 1942 wurde Starostka aus dem Gefängnis in das KZ Auschwitz überstellt, wo sie die Lagernummer 6865 erhielt.
Starostka verfügte über gute Deutschkenntnisse und wurde daher als Dolmetscherin und ab August 1942 als Kapo eingesetzt. Ende August 1942 wurde sie durch Johanna Langefeld nach Auschwitz-Birkenau als Blockälteste verlegt, wo sie nacheinander für die Blöcke 19, 1, 10, 27 und 7 verantwortlich war. Dort war sie bekannt als „Stenia – die Peitsche“, da sie Häftlinge mit der Peitsche schlug und auch Mithäftlinge denunziert haben soll. Es gab aber auch Zeugen, die Starostka entlasteten: sie habe sich um eine gerechte Verteilung des Essens gekümmert, den Frauen warme Kleidung gegeben und mehrere von ihnen vor der Gaskammer gerettet. Im Juli 1943 infizierte sich Starostka mit Typhus und wurde in den Häftlingskrankenbau verlegt. Nach ihrer Genesung wurde sie von Margot Drechsel zur Lagerältesten berufen, die höchste Funktion, die ein Häftling im Lager erreichen konnte. Als Lagerälteste war sie für die Überwachung der Verteilung der Essensrationen an die einzelnen Blöcke, die Entlausung der Häftlinge in den Bädern, die Leitung der Blockältesten, die Umsetzung der Lagerordnung sowie das Abhalten von Appellen verantwortlich.

„Wenn ich als Lagerälteste den Häftlingen helfen wollte, mußte ich das Vertrauen der deutschen Autoritäten gewinnen. Ich mußte um jeden Kompromiß kämpfen.“

Starostka wurde wahrscheinlich am 4. oder 5. April 1945 nach Bergen-Belsen verlegt, wo sie wiederum den Posten einer Lagerältesten übernahm. Starostka wurde – wie fast das ganze KZ-Personal – am 17. April 1945 von den Briten auf dem Lagergelände verhaftet.
Im ersten Bergen-Belsen-Prozess trug sie die Nummer 48 und wurde ausschließlich wegen ihrer im KZ Auschwitz begangenen Verbrechen angeklagt. Während ihrer Vernehmung gab sie zwar einige Misshandlungen an Gefangenen zu, weigerte sich jedoch, ihre Schuld anzuerkennen. Auf die Frage, warum Starostka die Kapo-Funktion übernahm, führte sie aus, dass sie als Häftling gegen die Faschisten genauso gekämpft habe wie die Polen in der Freiheit.
Starostka wurde zu einer Freiheitsstrafe von zehn Jahren verurteilt. Im Frühjahr 1946, knapp fünf Monate nach ihrer Verurteilung, nahm sie sich das Leben.